# 네트워크 기능 가상화
네트워크 기능 가상화(Network functions virtualization 또는 network function virtualization, NFV)는 통신 서비스를 만들기 위해 IT 가상화 기술을 사용하여 모든 계열의 네트워크 노드 기능들을 함께 묶거나 연결이 가능한 빌딩 블록으로 가상화하는 네트워크 아키텍처 개념이다.
NFV는 이를테면 기업 IT에 사용되는 전통적인 서버 가상화 기법들에 의존하지만 이와는 차이가 있다. 가상화 네트워크 기능, 즉 NVF는 각 네트워크 기능을 위한 커스텀 하드웨어 어플라이언스 대신 표준의 고용량 서버, 스위치, 스토리지 장치, 또는 심지어 클라우드 컴퓨팅 인프라스트럭처 위에서 각기 다른 소프트웨어와 프로세스를 구동하는 하나 이상의 가상 머신으로 구성이 가능하다.
예를 들어, 가상 세션 구분 컨트롤러는 물리 네트워크 보호 장치를 설비하는 일반적인 비용과 복잡성을 들이지 않고 네트워크 보호를 위해 디플로이가 가능하다. NFV의 다른 예로는 가상화된 로드 밸런서, 방화벽, 침입 탐지 장치, WAN 가속기가 있다.

## 역사
2012년 10월, Network Functions Virtualisation이라는 이름의 그룹이 소프트웨어 정의 네트워킹(SDN)과 오픈플로를 주제로 하는 다름슈타트의 한 콘퍼런스에서 백서를 출판하였다.

## 같이 보기
- OASIS TOSCA
- IEEE 802.1aq
- 소프트웨어 정의 네트워킹